# Super Bowl XLVII
Der Super Bowl XLVII war der 47. Super Bowl, das Endspiel der Saison 2012 der National Football League (NFL) im American Football. Das Spiel wurde am 3. Februar 2013 im Mercedes-Benz Superdome in New Orleans (Louisiana), der Heimspielstätte der New Orleans Saints, ausgetragen.
Der Meister der American Football Conference (AFC), die Baltimore Ravens, gewannen den Super Bowl XLVII mit 34:31 gegen den Meister der National Football Conference (NFC), die San Francisco 49ers. Zum Super Bowl MVP wurde der Quarterback der Baltimore Ravens, Joe Flacco, gewählt.

## Der Weg zum Super Bowl

### Baltimore Ravens
Die Saison der AFC-Meister Baltimore Ravens begann mit einem Trauerfall, als ihr Gründer und Besitzer Art Modell wenige Tage vor Saisonbeginn starb. Das Team von Head Coach John Harbaugh widmete ihm die Saison und gewann zehn ihrer 16 Saisonspiele. Die ganze Saison wurden sie durch Verletzungen in der Defense geplagt. So fielen die Linebacker Terrell Suggs (Achillessehne) und Ray Lewis (Trizepsriss) für längere Zeit und Cornerback Lardarius Webb (Kreuzbandriss) sogar die ganze Saison aus.
Daher wurde die Offense unter Pro-Bowl-Runningback Ray Rice (1.143 Yards Raumgewinn, neun Touchdowns), Pro-Bowl-Fullback Vonta Leach sowie Quarterback Joe Flacco stärker gefordert. Flacco warf Pässe für 3.817 Yards Raumgewinn (22 Touchdowns, zehn Interceptions) und setzte seine Wide Receiver Anquan Boldin und Torrey Smith sowie Tight End Dennis Pitta dabei gut ein. Nach der Saison wurden außerdem Guard Marshal Yanda, Defensive-Tackle Haloti Ngata, Safety Edward Reed und Returner Jacoby Jones in den Pro Bowl gewählt.
In den Play-offs wurden zuerst die Indianapolis Colts zu Hause 24:9 besiegt, dann gegen die Denver Broncos auswärts mit 38:35 nach Verlängerung gewonnen, wobei Flacco die Ravens wenige Sekunden vor Schluss mit einem 70-Yards-Touchdownpass in die Verlängerung rettete. Im AFC Championship Game wurden die New England Patriots auswärts mit 28:13 bezwungen, wobei Flacco die jeweiligen Quarterback-Duelle gegen die höher eingeschätzten Peyton Manning (Denver Broncos, vierfacher MVP) und Tom Brady (New England Patriots, zweifacher MVP) mit insgesamt acht Touchdowns und null Interceptions für sich entschied. Für die Ravens war es der zweite Super-Bowl-Einzug, zuvor hatten sie den Super Bowl XXXV gewonnen.

### San Francisco 49ers
Die NFC-Meister waren die San Francisco 49ers von Head Coach Jim Harbaugh. Sie gewannen zehn ihrer Saisonspiele, verloren fünf und spielten einmal Unentschieden, so dass sie ihre Division gewannen. Kern war die gute Defense mit sieben Spielern im Pro Bowl (Linebacker Patrick Willis, NaVorro Bowman, Ahmad Brooks und Aldon Smith, Safeties Dashon Goldson und Donte Whitner, Defensive Tackle Justin Smith), die nur 17,1 Punkte pro Spiel zuließ (Platz 2). Doch auch die Offense um Pro-Bowl-Runningback Frank Gore und Quarterback Colin Kaepernick (der Mitte der Saison den verletzten Alex Smith ersetzte) mit den Wide Receivern Michael Crabtree, Mario Manningham, und Rückkehrer Randy Moss sowie Tight End Vernon Davis spielten solide. Von der Offensive Line wurden Joe Staley und Mike Iupati nach der Saison in den Pro Bowl gewählt. Mit Pro-Bowl-Punter Andy Lee hatten sie einen der besten Special-Teams-Spieler, und Kicker David Akers stellte im ersten Saisonspiel einen NFL-Rekord mit einem Field Goal aus 63 Yards ein. In den Play-offs wurden zuerst die Green Bay Packers mit 45:31 besiegt, im NFC Championship Game wurden die Atlanta Falcons auswärts mit 28:24 bezwungen. Für die 49ers war es der sechste Super-Bowl-Einzug, die vorherigen fünf hatten sie alle gewonnen.

### Sonstiges
Mit John und Jim Harbaugh bestritten zum ersten Mal zwei Brüder als Head Coaches einen Super Bowl, wodurch der Super Bowl XLVII auch umgangssprachlich „Brother Bowl“, „HarBowl“ oder „Harbaugh Bowl“ genannt wurde.
Vor der Postseason hatte der Kapitän der Ravens, Ray Lewis, erklärt, nach der Saison seine Karriere zu beenden. Lewis war der einzig verbliebene Spieler der Ravens vom Sieg im Super Bowl XXXV.

### Reguläre Saison
| Play-off-Setzliste |                                      |                                     |
| Position           | AFC                                  | NFC                                 |
| 1                  | Denver Broncos (West-Gewinner)       | Atlanta Falcons (South-Gewinner)    |
| 2                  | New England Patriots (East-Gewinner) | San Francisco 49ers (West-Gewinner) |
| 3                  | Houston Texans (South-Gewinner)      | Green Bay Packers (North-Gewinner)  |
| 4                  | Baltimore Ravens (North-Gewinner)    | Washington Redskins (East-Gewinner) |
| 5                  | Indianapolis Colts                   | Seattle Seahawks                    |
| 6                  | Cincinnati Bengals                   | Minnesota Vikings                   |

### Play-offs
Die Play-offs fanden vom 5. Januar 2013 bis zum 3. Februar 2013 statt.
|  | Wild Card Round                 | Wild Card Round            | Wild Card Round            |                               |               | Divisional Round          | Divisional Round              | Divisional Round              |                               |  | Conference Championships | Conference Championships | Conference Championships |  |  | Super Bowl | Super Bowl | Super Bowl |
|  |                                 |                            |                            |                               |               |                           |                               |                               |                               |  |                          |                          |                          |  |  |            |            |            |
|  | 6. Januar – FedExField          | 6. Januar – FedExField     | 6. Januar – FedExField     |                               |               | 13. Januar – Georgia Dome | 13. Januar – Georgia Dome     | 13. Januar – Georgia Dome     |                               |  |                          |                          |                          |  |  |            |            |            |
|  | 6. Januar – FedExField          | 6. Januar – FedExField     | 6. Januar – FedExField     | 1                             | Atlanta       | 30                        |                               |                               |                               |  |                          |                          |                          |  |  |            |            |            |
|  | 4                               | Washington                 | 14                         | 1                             | Atlanta       | 30                        | 20. Januar – Georgia Dome     | 20. Januar – Georgia Dome     | 20. Januar – Georgia Dome     |  |                          |                          |                          |  |  |            |            |            |
|  | 4                               | Washington                 | 14                         | 5                             | Seattle       | 28                        | 20. Januar – Georgia Dome     | 20. Januar – Georgia Dome     | 20. Januar – Georgia Dome     |  |                          |                          |                          |  |  |            |            |            |
|  | 5                               | Seattle                    | 24                         | 5                             | Seattle       | 28                        | 20. Januar – Georgia Dome     | 20. Januar – Georgia Dome     | 20. Januar – Georgia Dome     |  |                          |                          |                          |  |  |            |            |            |
|  | 5                               | Seattle                    | 24                         | 12. Januar – Candlestick Park |               |                           | 20. Januar – Georgia Dome     | 20. Januar – Georgia Dome     | 20. Januar – Georgia Dome     |  |                          |                          |                          |  |  |            |            |            |
|  |                                 |                            |                            | 1                             | Atlanta       | 24                        |                               |                               |                               |  |                          |                          |                          |  |  |            |            |            |
|  | NFC                             |                            |                            | 1                             | Atlanta       | 24                        |                               |                               |                               |  |                          |                          |                          |  |  |            |            |            |
|  |                                 | 2                          | San Francisco              | 28                            |               |                           |                               |                               |                               |  |                          |                          |                          |  |  |            |            |            |
|  | 5. Januar – Lambeau Field       | 2                          | San Francisco              | 28                            |               |                           |                               |                               |                               |  |                          |                          |                          |  |  |            |            |            |
|  | NFC Championship                |                            |                            |                               |               |                           |                               |                               |                               |  |                          |                          |                          |  |  |            |            |            |
|  | 2                               | San Francisco              | 45                         |                               |               |                           |                               |                               |                               |  |                          |                          |                          |  |  |            |            |            |
|  | 2                               | San Francisco              | 45                         | 3                             | Green Bay     | 24                        | 3. Februar – M.-B. Superdome  | 3. Februar – M.-B. Superdome  | 3. Februar – M.-B. Superdome  |  |                          |                          |                          |  |  |            |            |            |
|  | 3                               | Green Bay                  | 31                         | 3                             | Green Bay     | 24                        | 3. Februar – M.-B. Superdome  | 3. Februar – M.-B. Superdome  | 3. Februar – M.-B. Superdome  |  |                          |                          |                          |  |  |            |            |            |
|  | 3                               | Green Bay                  | 31                         | 6                             | Minnesota     | 10                        | 3. Februar – M.-B. Superdome  | 3. Februar – M.-B. Superdome  | 3. Februar – M.-B. Superdome  |  |                          |                          |                          |  |  |            |            |            |
|  | 12. Januar – S. Authority Field |                            |                            | 6                             | Minnesota     | 10                        | 3. Februar – M.-B. Superdome  | 3. Februar – M.-B. Superdome  | 3. Februar – M.-B. Superdome  |  |                          |                          |                          |  |  |            |            |            |
|  | 6. Januar – M&T Bank Stdm.      | 6. Januar – M&T Bank Stdm. | 6. Januar – M&T Bank Stdm. | 2                             | San Francisco | 31                        |                               |                               |                               |  |                          |                          |                          |  |  |            |            |            |
|  | 6. Januar – M&T Bank Stdm.      | 6. Januar – M&T Bank Stdm. | 6. Januar – M&T Bank Stdm. | 2                             | San Francisco | 31                        |                               |                               |                               |  |                          |                          |                          |  |  |            |            |            |
|  | 6. Januar – M&T Bank Stdm.      | 6. Januar – M&T Bank Stdm. | 6. Januar – M&T Bank Stdm. |                               | 4             | Baltimore                 | 34                            |                               |                               |  |                          |                          |                          |  |  |            |            |            |
|  | 6. Januar – M&T Bank Stdm.      | 6. Januar – M&T Bank Stdm. | 6. Januar – M&T Bank Stdm. |                               | 4             | Baltimore                 | 34                            |                               |                               |  |                          |                          |                          |  |  |            |            |            |
|  | 6. Januar – M&T Bank Stdm.      | 6. Januar – M&T Bank Stdm. | 6. Januar – M&T Bank Stdm. | Super Bowl XLVII              |               |                           |                               |                               |                               |  |                          |                          |                          |  |  |            |            |            |
|  | 6. Januar – M&T Bank Stdm.      | 6. Januar – M&T Bank Stdm. | 6. Januar – M&T Bank Stdm. | 1                             | Denver        | 35                        |                               |                               |                               |  |                          |                          |                          |  |  |            |            |            |
|  | 4                               | Baltimore                  | 24                         | 1                             | Denver        | 35                        | 20. Januar – Gillette Stadium | 20. Januar – Gillette Stadium | 20. Januar – Gillette Stadium |  |                          |                          |                          |  |  |            |            |            |
|  | 4                               | Baltimore                  | 24                         | 4                             | Baltimore     | 38 1                      | 20. Januar – Gillette Stadium | 20. Januar – Gillette Stadium | 20. Januar – Gillette Stadium |  |                          |                          |                          |  |  |            |            |            |
|  | 5                               | Indianapolis               | 9                          | 4                             | Baltimore     | 38 1                      | 20. Januar – Gillette Stadium | 20. Januar – Gillette Stadium | 20. Januar – Gillette Stadium |  |                          |                          |                          |  |  |            |            |            |
|  | 5                               | Indianapolis               | 9                          | 13. Januar – Gillette Stadium |               |                           | 20. Januar – Gillette Stadium | 20. Januar – Gillette Stadium | 20. Januar – Gillette Stadium |  |                          |                          |                          |  |  |            |            |            |
|  |                                 |                            |                            | 2                             | New England   | 13                        |                               |                               |                               |  |                          |                          |                          |  |  |            |            |            |
|  | AFC                             |                            |                            | 2                             | New England   | 13                        |                               |                               |                               |  |                          |                          |                          |  |  |            |            |            |
|  |                                 | 4                          | Baltimore                  | 28                            |               |                           |                               |                               |                               |  |                          |                          |                          |  |  |            |            |            |
|  | 5. Januar – Reliant Stadium     | 4                          | Baltimore                  | 28                            |               |                           |                               |                               |                               |  |                          |                          |                          |  |  |            |            |            |
|  | AFC Championship                |                            |                            |                               |               |                           |                               |                               |                               |  |                          |                          |                          |  |  |            |            |            |
|  | 2                               | New England                | 41                         |                               |               |                           |                               |                               |                               |  |                          |                          |                          |  |  |            |            |            |
|  | 2                               | New England                | 41                         | 3                             | Houston       | 19                        |                               |                               |                               |  |                          |                          |                          |  |  |            |            |            |
|  | 3                               | Houston                    | 28                         | 3                             | Houston       | 19                        |                               |                               |                               |  |                          |                          |                          |  |  |            |            |            |
|  | 3                               | Houston                    | 28                         | 6                             | Cincinnati    | 13                        |                               |                               |                               |  |                          |                          |                          |  |  |            |            |            |
|  |                                 |                            |                            | 6                             | Cincinnati    | 13                        |                               |                               |                               |  |                          |                          |                          |  |  |            |            |            |

- Bis einschließlich der Conference Finals hat die Mannschaft mit der niedrigeren Setznummer Heimrecht und wird hier als erste genannt, im Gegensatz zur Praxis in den USA, wo die Gastmannschaft zuerst genannt wird. Im Super Bowl wechselt das Heimrecht jährlich zwischen der AFC- und der NFC-Mannschaft.
- 1 nach Verlängerung

## Spiel

### Startaufstellung
| Baltimore       | Position | San Francisco    |
| --------------- | -------- | ---------------- |
| Offense         |          |                  |
| Torrey Smith    | WR       | Michael Crabtree |
| Bryant McKinnie | LT       | Joe Staley       |
| Kelechi Osemele | LG       | Mike Iupati      |
| Matt Birk       | C        | Jonathan Goodwin |
| Marshal Yanda   | RG       | Alex Boone       |
| Michael Oher    | RT       | Anthony Davis    |
| Anquan Boldin   | WR/TE    | Vernon Davis     |
| Jacoby Jones    | WR       | Randy Moss!      |
| Dennis Pitta    | TE       | Delanie Walker   |
| Ray Rice        | RB       | Frank Gore       |
| Joe Flacco      | QB       | Colin Kaepernick |
| Defense         |          |                  |
| Haloti Ngata    | DT/LDT   | Ray McDonald     |
| Ma’ake Kemoeatu | NT       | Isaac Sopoaga    |
| Arthur Jones    | DE/RDT   | Justin Smith     |
| Terrell Suggs   | OLB      | Ahmad Brooks     |
| Dannell Ellerbe | ILB      | NaVorro Bowman   |
| Ray Lewis!      | ILB      | Patrick Willis!  |
| Courtney Upshaw | OLB      | Aldon Smith      |
| Corey Graham    | LCB      | Carlos Rogers    |
| Cary Williams   | RCB      | Tarell Brown     |
| Ed Reed!        | FS       | Dashon Goldson   |
| Bernard Pollard | SS       | Donte Whitner    |

Legende:
| ! | = spätere Hall of Famer |

### Spielbericht

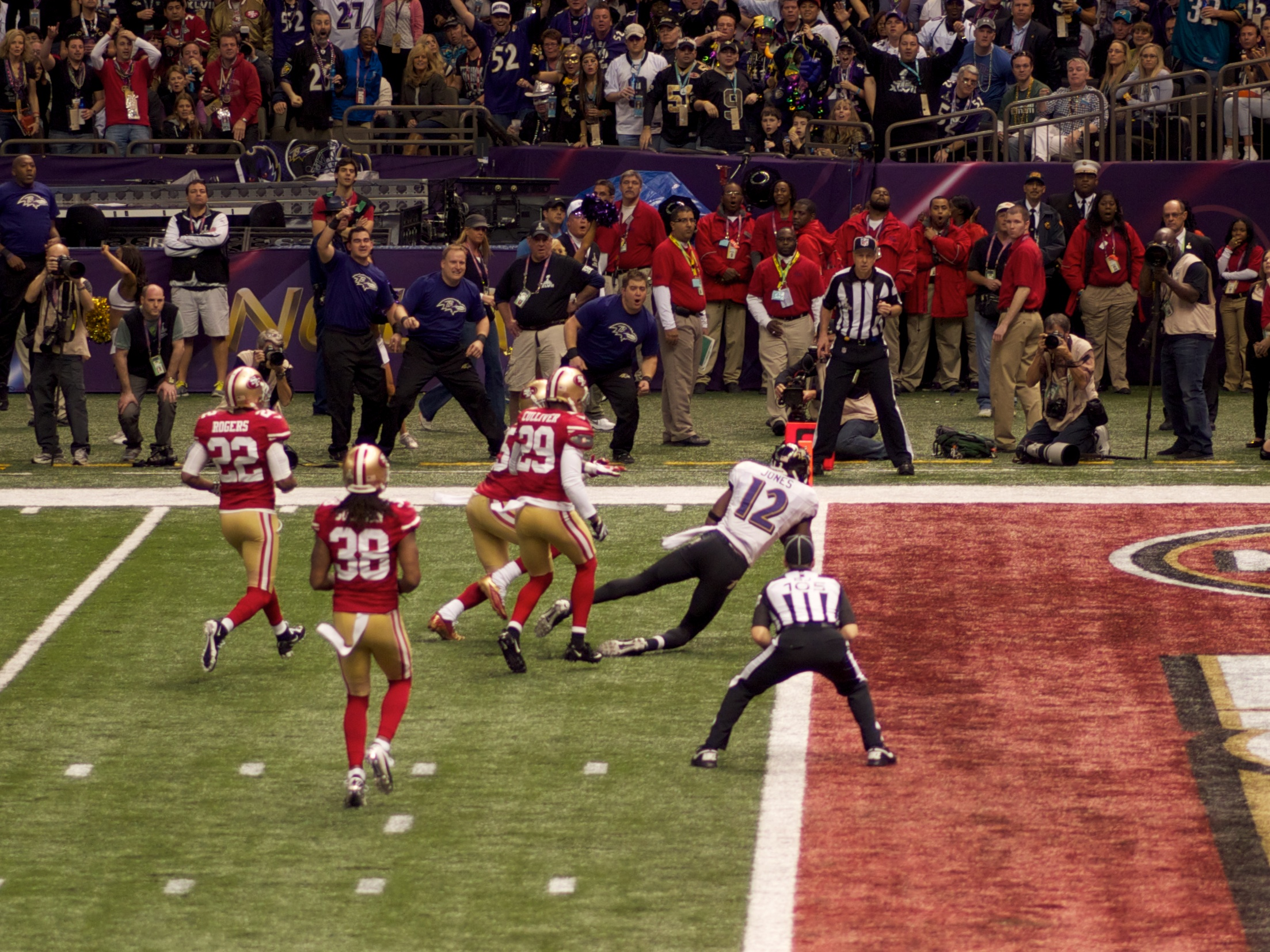
Jacoby Jones (Nr. 12) beim Touchdown zum 20:3

Die Ravens starteten mit dem ersten Touchdown des Spiels, als Quarterback Joe Flacco einen 13-Yards-Pass auf Wide Receiver Anquan Boldin vollendete. Nach dem Extrapunkt von Justin Tucker stand es 7:0 für Baltimore. Kurz darauf führte San Franciscos Quarterback Colin Kaepernick die 49ers bis kurz vor die Endzone, doch sie mussten sich nach einem Sack mit einem Field Goal von Kicker David Akers aus 36 Yards begnügen (BAL 7: SF 3). Ein aussichtsreicher Drive der 49ers wurde durch einen Fumble von Runningback LaMichael James beendet, so dass Flacco eine eigene Angriffsserie startete und mit einem 1-Yard-Pass auf Tight End Dennis Pitta vollendete (Extrapunkt Tucker, BAL 14: SF 3). Nach einer Interception von Baltimores Safety Edward Reed standen die Ravens wieder kurz vor der Endzone der 49ers, doch anstelle Kicker Justin Tucker im vierten Down ein Field Goal schießen zu lassen, entschied sich Head Coach John Harbaugh, ihn laufen zu lassen. Die Ravens brauchten neun Yards für ein First Down und 15 Yards für einen Touchdown. Doch Tucker wurde nach acht Yards ins Seitenaus gestoßen und die Offense der 49ers bekam den Football als Turnover on Downs zurück. Nachdem San Francisco wieder punten musste, vollendete Flacco einen 56-Yards-Touchdown-Pass auf Wide Receiver Jacoby Jones, so dass es nach Tuckers Extrapunkt 21:3 für Baltimore stand. Kurz vor Schluss der ersten Hälfte führte Kaepernick die 49ers tief in die Hälfte der Ravens, doch mehr als ein Field Goal durch Akers kam dabei nicht heraus (BAL 21: SF 6).

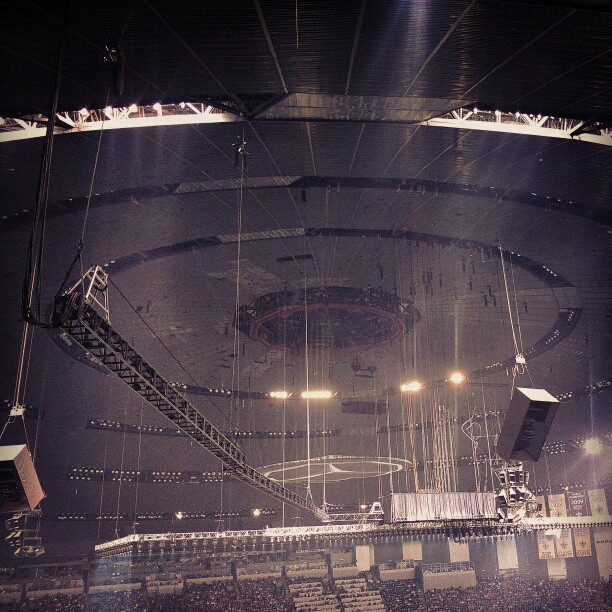
Die zweite Halbzeit wurde nach wenigen Spielzügen von einem 36-minütigen Stromausfall unterbrochen, der einen Großteil der Beleuchtung außer Gefecht setzte.

Die zweite Halbzeit begann spektakulär, als Jacoby Jones den Kickoff tief aus der eigenen Endzone heraus über 109 Yards zum Touchdown lief (Extrapunkt Tucker, BAL 28: SF 6). Dieser Return war ein neuer Super-Bowl-Rekord. Bald darauf kam es durch einen Stromausfall zum Versagen des Flutlichts, welches zu einer 36-minütigen Spielunterbrechung führte. Danach vollendete Kaepernick einen 31-Yards-Pass auf Wide Receiver Michael Crabtree (Extrapunkt Akers, BAL 28: SF 13) und kurz darauf lief Runningback Frank Gore ein weiteres Mal in die Endzone (Extrapunkt Akers, BAL 28: SF 20). Mit einem 32-Yards-Field-Goal brachte Akers San Francisco auf 28:23 heran, bevor Tucker per Field Goal aus 19 Yards den alten Abstand wiederherstellte (BAL 31: SF 23). Danach führte Kaepernick einen Drive an, den er selbst aus 15 Yards in die Endzone lief (BAL 31: SF 29). Anstelle eines Extrapunktes wählte San Francisco eine Two-Point Conversion aus, die bei Gelingen den Gleichstand bedeutet hätte: da Kaepernicks Wurf misslang, blieb Baltimore zwei Punkte in Führung. Nachdem Tucker mit einem weiteren Field Goal auf 34:29 für die Ravens erhöhte, führte Kaepernick die 49ers in der vorletzten Minute bis kurz vor die Endzone. Doch als auch im vierten Down kein Touchdown erzielt wurde, bekamen die Ravens als „Turnover on Downs“ den Ball zurück. Sie nahmen durch Punter Sam Koch zwölf Sekunden vor Schluss ein absichtliches Safety (BAL 34: SF 31) in Kauf um durch den Spielzug die Spielzeit bis auf vier Sekunden ablaufen zu lassen. Die letzte Siegesschance für die 49ers bestand darin, beim Return des folgenden Free Kicks direkt zu punkten, was nicht gelang.
Zum Super Bowl MVP wurde Quarterback Joe Flacco von den Baltimore Ravens gewählt.

## Entertainment
Vor dem Spiel sang Jennifer Hudson gemeinsam mit einem Kinderchor der Sandy Hook Elementary School aus Connecticut das Lied America the Beautiful. Hiermit wurde des Amoklaufs an der Sandy Hook Elementary School gedacht, der 20 Schülerinnen und Schüler das Leben gekostet hatte. Die amerikanische Nationalhymne wurde von Alicia Keys gesungen. In der Halbzeitshow trat Beyoncé Knowles auf, die zuerst solo sang, bevor Kelly Rowland und Michelle Williams dazukamen: dies stellte eine einmalige Wiedervereinigung der Band Destiny’s Child dar.

## Übertragung
Der Super Bowl begann nach mitteleuropäischer Zeit um 00:30 Uhr in der Nacht vom 3. auf den 4. Februar und endete um 04:45.
In Deutschland wurde der Super Bowl wie im vorherigen Jahr auch von Sat.1 übertragen. Man konnte ihn ebenso auf ESPN America und Sport1+ sehen. Zusätzlich übertrug Sat.1 das Conference Championship Game der AFC im Fernsehen sowie den Super Bowl und beide Conference Championship Finals im Online-Stream.
In Österreich hat Puls 4 den Super Bowl erneut übertragen.
In der Schweiz wurde der Super Bowl erstmals vom Schweizer Radio und Fernsehen auf SRF zwei übertragen.
Im Vereinigten Königreich haben die BBC und Sky Sports live übertragen. In Kanada war der Super Bowl bei CTV zu sehen. CBS hat den Super Bowl in den USA übertragen.